# イザベラ・エーカーズ
イザベラ・エーカーズ（Isabella Acres、2001年2月21日 - ）は、アメリカ合衆国の女優。

## 出演作品
- アドベンチャー・タイム（プリンセス・バブルガム）
- プリティ・シュート!